# Sterne unter der Stadt
Sterne unter der Stadt (englischer Titel: First Snow of Summer, Arbeitstitel Unter der Haut der Stadt) ist ein österreichischer Spielfilm aus dem Jahr 2023 von Chris Raiber mit Thomas Prenn, Verena Altenberger, Margarethe Tiesel und Harald Windisch.

## Handlung
Der junge Alexander wächst bei seiner Großmutter auf, nachdem seine Mutter wenige Tage nach seiner Geburt gestorben ist. An seinem zehnten Geburtstag verspricht er ihr, sich niemals zu verlieben, damit ihm das Schicksal seines Vaters erspart bleibt. Dieser lebt in einem Tunnelsystem im Wiener Untergrund, weil er Alexanders Mutter am Sterbebett versprochen hat, sie unter der Erde nicht alleine zu lassen. 
Als junger Mann beginnt sich Alexander Sorgen um seinen Vater zu machen und beschließt in seiner Nähe zu sein. Mit der Rolltreppe fährt er in die Tiefe zu seinem neuen Arbeitsplatz, einem Fundbüro der Wiener Linien im Netz der U-Bahn Wien. Dort begegnet Alexander zum ersten Mal Caro, die in einem Hutgeschäft arbeitet. Nachdem die beiden sich näherkommen, muss Alexander Caro versprechen, sich keinesfalls in sie zu verlieben. Einige Zeit später gesteht er ihr, sein Versprechen gebrochen zu haben. Sie zeigt ihm daraufhin ihre Glatze, die sie unter einer Perücke versteckt. Obwohl Caro sich zunächst gegen ihre Gefühle wehrt, beginnen die beiden eine Beziehung. Außerdem wird sie von ihrem Arzt in eine fünfmonatige medizinische Studie aufgenommen und Caro zieht bei Alexander ein.
Für Caro verwandelt er seinen Garten mit weißen Planen und Kunstschnee in eine Winterlandschaft, weil sie langsam den Glauben verliert, dass sie die Therapie durchhält. Alexander möchte so die Zeit für Caro schneller vergehen lassen. Schließlich erliegt Caro ihrer Krankheit.

## Produktion und Hintergrund

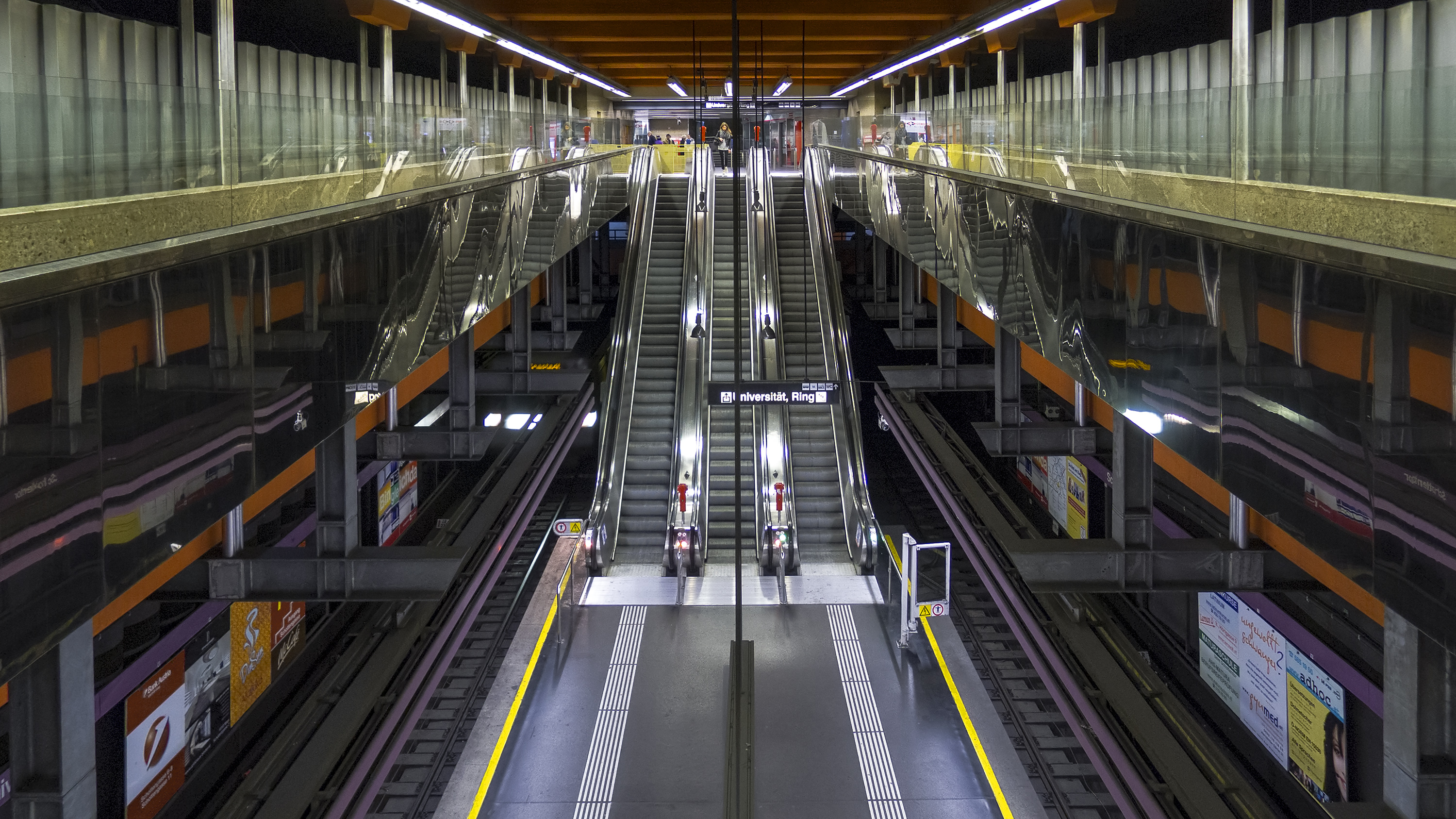
Einer der Drehorte: die U-Bahn-Station Schottentor

Die Dreharbeiten fanden an 25 Drehtagen im April und Mai 2021 in Wien statt. Gedreht wurde unter anderem im Netz der U-Bahn Wien, etwa in der U-Bahn-Station Schottentor. Szenen, die in der Passage spielen, entstanden in den Interspot Studios im 23. Wiener Gemeindebezirk Liesing.
Produziert wurde der Film von der österreichischen Interspot Film GmbH (Produzenten Ingrid, Nikolaus und Nils Klingohr), den Verleih übernahm Filmladen. Unterstützt wurde die Produktion vom Österreichischen Filminstitut, von FISA Filmstandort Austria und vom Filmfonds Wien, beteiligt war der Österreichische Rundfunk.
Die Kamera führte Mario Minichmayr, die Montage verantwortete Cordula Werner und das Casting Marion Elisabeth Rossmann. Das Kostümbild gestaltete Leonie Zykan, das Szenenbild Enid Löser, den Ton Roland Winkler und das Maskenbild Karoline Strobl und Tünde Kiss-Benke. Für ihre Darstellung der krebskranken Caro ließ sich Verena Altenberger eine Glatze rasieren. Im Jänner 2023 wurde ein Trailer zum Film veröffentlicht. Der Film bekam das Prädikat wertvoll verliehen.
Die Geschichte lehnt sich in weiten Teilen an dem 1848 erschienenen Roman Die Kameliendame von Alexandre Dumas jr. an und kann deshalb als eine moderne Variation dieses klassischen Themas angesehen werden. Hier ist die Protagonistin zwar keine Kurtisane, jedoch wie ihr literarisches Vorbild eine Modistin, die im Angesicht des nahenden Todes die Liebe findet.

## Veröffentlichung
Der österreichische Kinostart war am 3. März 2023. Deutschlandpremiere war Anfang Mai 2023 im Spielfilmwettbewerb des Filmkunstfests Mecklenburg-Vorpommern.
Im ORF wurde der Film am 23. Juni 2025 erstmals ausgestrahlt.

## Auszeichnungen und Nominierungen
Romyverleihung 2023
- Nominierung in der Kategorie Beliebteste Schauspielerin Film (Verena Altenberger)[15]
- Nominierung in der Kategorie Bestes Drehbuch Kino (Chris Raiber)[16]

Diagonale 2023
- Diagonale-Preis Filmkomposition der Austrian Composers Association in der Kategorie Beste Filmkomposition Spielfilm (Karwan Marouf)[17]

Österreichischer Filmpreis 2023
- Nominierung in der Kategorie Beste männliche Nebenrolle (Harald Windisch)
- Nominierung in der Kategorie Bestes Kostümbild (Leonie Zykan)
- Nominierung in der Kategorie Beste Maske (Tünde Kiss-Benke)
- Nominierung in der Kategorie Bestes Szenenbild (Enid Löser)

Filmkunstfest Mecklenburg-Vorpommern 2023
- Auszeichnung mit dem Hauptpreis Fliegender Ochse (Chris Raiber)[19]
- Auszeichnung mit dem Preis für die beste darstellerische Leistung (Verena Altenberger)[20]

Internationales Filmfest Emden-Norderney 2023
- Nominierung für den SCORE Bernhard Wicki Preis[21]

## Rezeption
Christoph Waldboth bezeichnete die Produktion auf Salto.bz als kurzweiligen Film, der gut unterhalte, träumen lasse, und am Ende Wehmut hervorrufe. Er traue sich, einen neuen Blick zu wagen, ein Wien in neuem Gewand zu zeigen.